# Igazolóbizottság

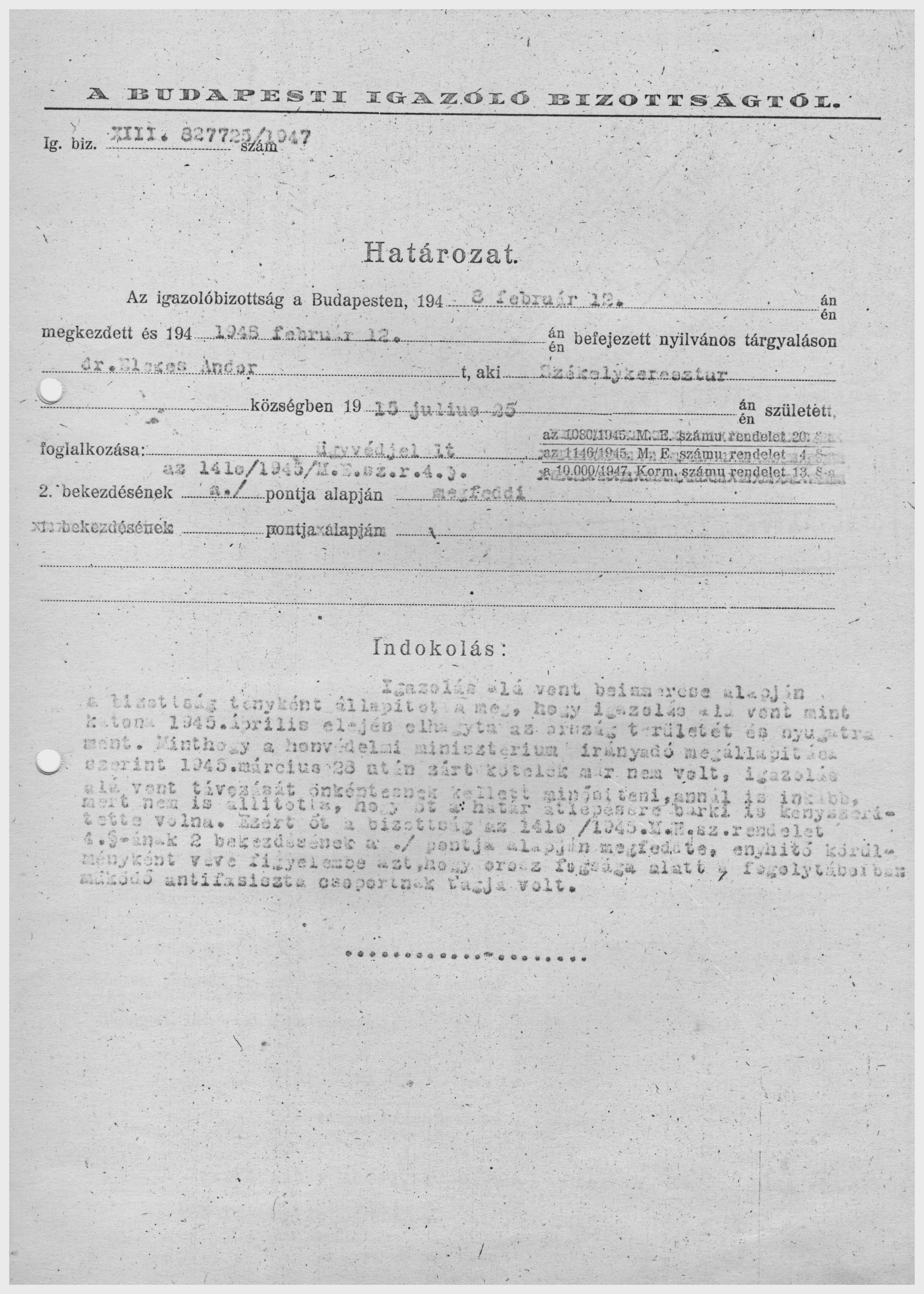
A BIB határozata 1948. február 13-án

Az igazolóbizottság olyan, ülnökökből álló „demokratikus” testület volt, amely Magyarországon a második világháború után a köz- és magánalkalmazottak háború előtti és alatti politikai nézeteinek és magatartásának vizsgálatára alakult. Nem ritkán elfogult határozataik megpecsételték áldozataik további sorsát.

## Története
1945. január 4.–1948. október 31. között Magyarország szovjet megszállása után a vélelmezett politikai előélet vizsgálatának hivatalos szerve.  A 15/1945. (1080/1945-tel kiegészítve) ME. sz. rendelet alapján minden tényleges vagy nyugdíjból visszarendelt alkalmazottat igazolni kellett: a felekezeti iskolák, intézmények, hivatalok, ipari és kereskedelmi vállalatok, társadalmi szervezetek, közjóléti szövetkezetek alkalmazottait is. Az 1146/1945. (és az ezt kiegészítő 3140/1945.) ME. sz. rendelettel igazolási eljárás alá vontak minden olyan, szabadúszó értelmiségit, mint az állatorvos, gyógyszerész, mérnök, orvos, színész, újságíró stb.), vagy hatósági igazolvánnyal dolgozót (iparigazolványos kereskedők, iparosok, italmérők, szeszgyártók, színház- és moziengedélyesek stb.). Az 1048/1945. ME. rendeletet kiegészítve módosító 6320/1945. ME. rendeletet a városi és községi alkalmazottakra, az 1410/1945. ME. rendelettel az ügyvédekre, ügyvédjelöltekre, közjegyzőkre, a 4100/1945. ME. rendelettel pedig a magánvállalatok tisztviselőire is kiterjesztették.
Külön szabályozták a honvédtisztek és polgári alkalmazottak, a 8500/1945. ME. rendelettel az egyetemi és főiskolai hallgatók, a 700/1946. ME. rendelettel a sportegyesületek, szövetségek és hatóságok tagjainak és tisztségviselőinek, a 3610/1946. ME. rendelettel a gyógyszertári jogosítványok haszonélvezetére jogosultak igazolását. A szovjet megszállás elől szolgálati helyükről eltávozott közalkalmazottak és hazatért családtagjaik külön szabályozására a 10/1946 ME. sz. rendelet az ún. nyugatos igazolóbizottság létrehozását írta elő. Az igazolóbizottságok feladata hivatalosan az volt, hogy megállapítsák: az eljárás alá vont személy 1939. szeptember 1. után tagja vagy támogatója, céljai helyeslője, eszméi terjesztője volt-e nyilas, fasiszta jellegű pártnak vagy mozgalomnak, súlyosbította-e a joghátránnyal sújtottak helyzetét stb. Az igazoló bizottságok marasztaló határozatokat hoztak azokkal szemben is, akik 1945. március 28-a után - akár zárt magyar katonai alakzatban is - elhagyták Magyarország területét. Járásbírósági székhelyenként minimum  egy igazolóbizottságot kellett felállítani. Az igazolóbizottság az öt párt (Magyar Kommunista Párt, Nemzeti Parasztpárt, Magyarországi Szociáldemokrata Párt, FKgP, Polgári Demokrata Párt) és a Szakszervezetek Országos Tanácsa helyi egy-egy tagjából állt. Szavazati jog nélkül egy jogvégzett személyt és az igazolásra kötelezett munkahelyéről is egyet. Határozatuk ellen föllebbezni csak állásvesztés vagy nyugdíjazás esetén lehetett, a hatóságok kötelesek voltak az igazolóbizottság döntésének megfelelően eljárni.
Mindezt a közalkalmazotti létszámot csökkenteni hivatott B-lista (a bizottság tagjainak határozatát nem kellett indokolni) követte, amelynek értelmében minden politikailag nemkívánatos személyt állásától, nyugdíjától meg lehetett fosztani. Az igazolóbizottságokat 1948. október 31-én megszüntették.